# Failaka
Failaka (Arabisch: جزيرة فيلكا jazīrät failakä) is een eiland dat ligt in de Perzische Golf en hoort bij Koeweit. Het eiland ligt ca. 20 km uit de kust van Koeweit-stad.

## Archeologie
Een groep Deense archeologen heeft in de periode 1958-63 opgravingen verricht op vier tells op de zuidwesthoek van het eiland. Twee ervan bleken uit de Hellenistische tijd te zijn, de andere twee stamden uit het tweede millennium v.Chr. en lieten zien dat in die tijd het eiland deel uitmaakte van het rijk van Dilmun (Bahrein). De laatste twee tells waren relatief klein, slechts 3-5 m hoog en bestonden voor een deel uit een zandduin. Het oorspronkelijk bewoonde gebied was niet veel groter dan 5.000 tot 10.000 m2. De oostelijke F6-heuvel wordt wel de paleistell genoemd en leverde veel zegels, rolzegels en voorwerpen van steatiet en koper op. Er waren slechts enkele resten van muren en gepleisterde vloeren. Te oordelen naar het oudste gevonden aardewerk van de periode Failaka I was de vindplek sinds ongeveer 2000 v.Chr. bewoond, wat overeenkomt met de Qala'at Al-Bahrein II C/D-fase en de IIb-fase van de Barbar-tempel op Bahrein.
De Hellenistische naam voor het eiland was Ikarum. Deze naam is waarschijnlijk afkomstig van Akkadisch Agarum, zoals dat voorkomt op een inscriptie op de zogenaamde Durand-steen: "paleis van Rīmum, dienaar van Inzak van Agarum". Rīmum was een vorst van Dilmun wiens grote graftombe op Bahrein gevonden is. Inzak was de lokale god en de beschermgod van "Yagli-El, zoon van Rīmum". 